# Cory Asbury
Cory Asbury (* 15. Oktober 1985 in Fort Lauderdale, Florida) ist ein US-amerikanischer christlicher Popsänger, Songwriter und Lobpreisleiter.

## Biografie
Asbury wurde im Alter von 14 Jahren als Lobpreisleiter tätig und begann seine Musikkarriere im Jahr 2005 beim International House of Prayer in Kansas City, US-Bundesstaat Missouri. Im Juli 2008 wurde sein erstes Album Holy veröffentlicht, eine Kollaboration mit dem Sänger Matt Gilman. Im folgenden Jahr erschien sein erstes Soloalbum Let Me See Your Eyes. Asbury war an mehreren Veröffentlichungen des International House of Prayer beteiligt, darunter das Album Magnificent Obsession, das 2012 die Billboard Top Christian Albums erreichte.
2012 zog Asbury mit seiner Familie nach Colorado Springs, wo er Mitglied der New Life Church wurde. Im Mai 2015 wurde er Mitglied des Kollektivs Bethel Music. Seine erste Veröffentlichung mit Bethel Music war das Album Have It All, das im März 2016 veröffentlicht wurde und die Top 20 der Billboard 200 erreichte.
Im Oktober 2017 veröffentlichte Cory Asbury seine Solo-Single Reckless Love als Leadsingle seines gleichnamigen Studioalbums. Mit diesem Song gelang ihm erstmals als Solokünstler ein Einstieg in die Billboard Hot Christian Songs. Im März 2018 erreichte die Single in diesen Charts Platz eins und hielt sich auf dieser Position für 18 Wochen. Reckless Love erreichte den ersten Platz der Jahreswertung der Hot Christian Songs 2018 und wurde für einen Grammy in der Kategorie Best Contemporary Christian Music Performance/Song nominiert. Das Album Reckless Love wurde im Januar 2018 veröffentlicht und erreichte unter anderem Platz 1 der Top Christian Albums sowie Platz 53 der Billboard 200 und Platz 73 der Schweizer Hitparade.
Im Januar 2020 erschien The Father’s House als erste Single aus seinem vierten Studioalbum To Love a Fool, das im Juli 2020 veröffentlicht wurde.

## Diskografie

### Studioalben
| Jahr | Titel                | Höchstplatzierung, Gesamtwochen, AuszeichnungChartplatzierungen (Jahr, Titel, Platzierungen, Wochen, Auszeichnungen, Anmerkungen) | Höchstplatzierung, Gesamtwochen, AuszeichnungChartplatzierungen (Jahr, Titel, Platzierungen, Wochen, Auszeichnungen, Anmerkungen) | Höchstplatzierung, Gesamtwochen, AuszeichnungChartplatzierungen (Jahr, Titel, Platzierungen, Wochen, Auszeichnungen, Anmerkungen) | Anmerkungen                                         |
| Jahr | Titel                | CH | US | Christ | Anmerkungen                                         |
| ---- | -------------------- | --- | --- | --- | --------------------------------------------------- |
| 2008 | Holy                 | — | — | — | Erstveröffentlichung: 10. Juli 2008 mit Matt Gilman |
| 2009 | Let Me See Your Eyes | — | — | — | Erstveröffentlichung: 1. September 2009             |
| 2018 | Reckless Love        | CH73 (1 Wo.)CH | US53 (1 Wo.)US | Christ1 (137 Wo.)Christ | Erstveröffentlichung: 26. Januar 2018               |
| 2020 | To Love a Fool       | — | — | Christ4 (55 Wo.)Christ | Erstveröffentlichung: 31. Juli 2020                 |
| 2023 | Pioneer              | — | — | Christ8 (2 Wo.)Christ | Erstveröffentlichung: 15. September 2023            |

### Livealben
| Jahr | Titel                                | Höchstplatzierung, Gesamtwochen, AuszeichnungChartsChartplatzierungen (Jahr, Titel, Platzierungen, Wochen, Auszeichnungen, Anmerkungen) | Anmerkungen                            |
| Jahr | Titel                                | Christ | Anmerkungen                            |
| ---- | ------------------------------------ | --- | -------------------------------------- |
| 2020 | To Love a Fool: A Rooftop Experience | Christ20 (1 Wo.)Christ | Erstveröffentlichung: 6. November 2020 |

### Singles
| Jahr | Titel Album                                | Höchstplatzierung, Gesamtwochen, AuszeichnungChartsChartplatzierungen (Jahr, Titel, Album, Platzierungen, Wochen, Auszeichnungen, Anmerkungen) | Anmerkungen                                               |
| Jahr | Titel Album                                | Christ | Anmerkungen                                               |
| --- | ------------------------------------------ | --- | --------------------------------------------------------- |
| 2017 | Reckless Love                              | Christ1 ×2Doppelplatin · (68 Wo.)Christ |                                                           |
| 2018 | Water and Dust Reckless Love               | Christ38 (2 Wo.)Christ |                                                           |
| 2018 | Endless Alleluia Reckless Love             | Christ34 (15 Wo.)Christ |                                                           |
| 2020 | The Father’s House To Love a Fool          | Christ3 (31 Wo.)Christ | Erstveröffentlichung: 31. Januar 2020                     |
| 2021 | Egypt –                                    | Christ16 (26 Wo.)Christ | Erstveröffentlichung: 18. Juni 2021                       |
| 2022 | You Will Be Found Seasons                  | Christ10 (32 Wo.)Christ | Erstveröffentlichung: 16. Dezember 2022 mit Natalie Grant |
| 2023 | Kind Pioneer                               | Christ21 (20 Wo.)Christ | Erstveröffentlichung: 7. Juli 2023                        |
| 2023 | These Are The Days Pioneer                 | Christ27 (9 Wo.)Christ | Erstveröffentlichung: 28. Juli 2023                       |
| Folgende Lieder erschienen nicht als Single, wurden aber durch das Album zum Download und Streaming bereitgestellt und konnten somit eine Platzierung erlangen: |                                            | |                                                           |
| |                                            | |                                                           |
| 2020 | Egypt (Recorded Live) Revival’s in the Air | Christ34 (7 Wo.)Christ | mit Bethel Music                                          |
| 2020 | Sparrows To Love a Fool                    | Christ6 (33 Wo.)Christ |                                                           |
| 2020 | Canyons To Love a Fool                     | Christ34 (8 Wo.)Christ |                                                           |
| 2020 | Dear God To Love a Fool                    | Christ34 (7 Wo.)Christ |                                                           |
| 2022 | Homecoming Homecoming (Live)               | Christ46 (2 Wo.)Christ | mit Bethel Music & Gable Price                            |

Weitere Singles
- 2009: My Beloved (feat. Jaye Thomas)
- 2020: Reckless Love (feat. Tori Kelly)
- 2020: Christ Be Magnified